# Línea 35 (EMT Málaga)

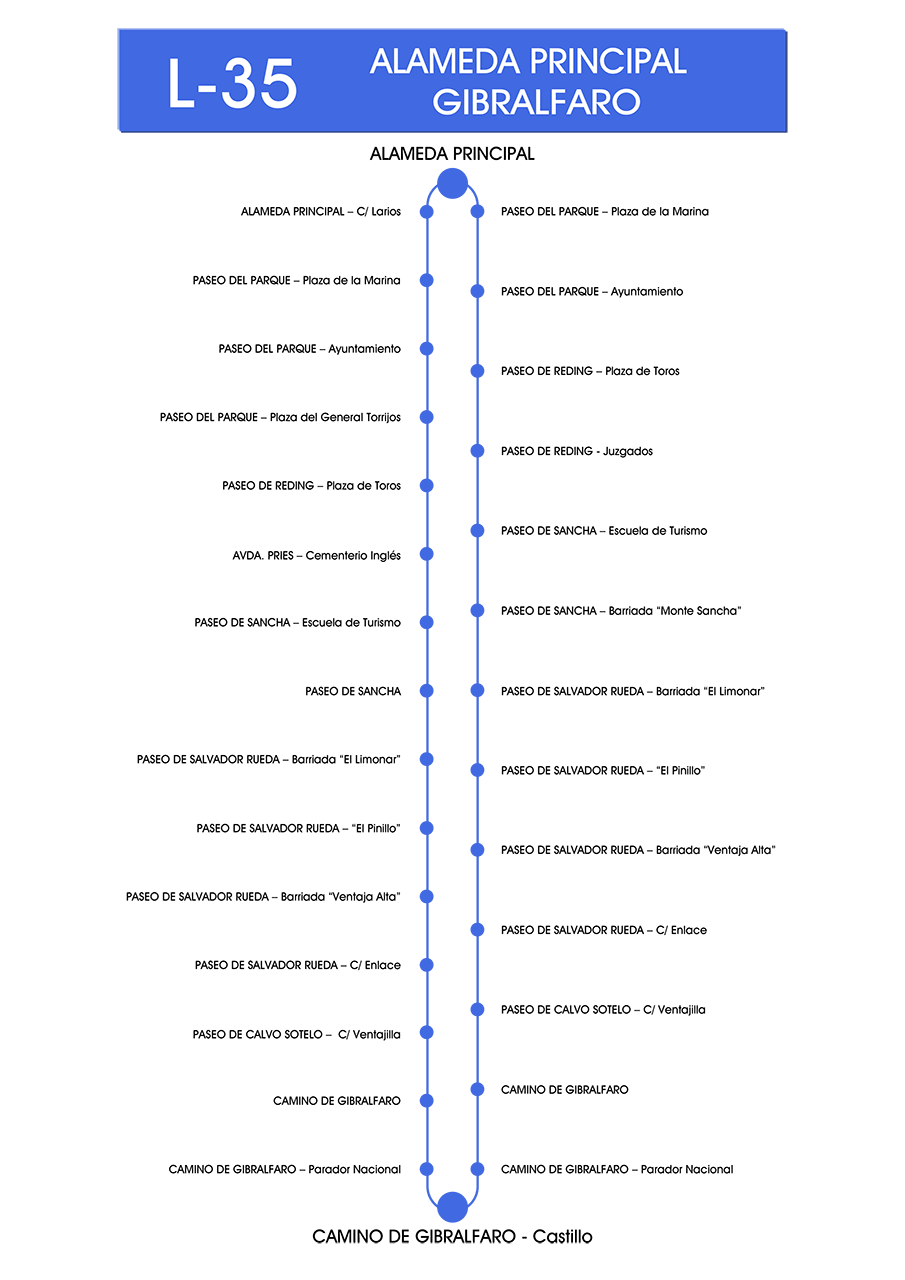
Itinerario de la Línea 35

La línea 35 de la EMT de Málaga conecta entre sí Gibralfaro con el barrio del Centro histórico y con la zona oeste de la ciudad. También forman parte de su recorrido las barriadas de Ventaja Alta, Monte Sancha y la Vaguada
La cabecera se encuentra en el sur de la Avenida Andalucía, compartiendo marquesina con la línea 32, frente a El Corte Inglés, y finaliza en el Castillo de Gibralfaro, al final del Camino de Gibralfaro.

## Características
La línea empieza en la Avenida de Andalucía, y termina en Gibralfaro. Para los habitantes de la barriada es una buena opción para comunicarse con la zona este de Málaga o para intercambiar con otras líneas en la Alameda. También comunica con la zona más occidental del El Limonar, pero con menor frecuencia que la línea 32.

### Material Móvil
Los autobuses asignados a la línea son Mercedes-Benz Citaro K de 10 metros carrozados por su fabricante (Mercedes)

## Horarios

### Laborables
| 11    | 12 | 13 | 14 | 16    | 17 | 18 | 19 |
| 00 45 | 35 | 25 | 10 | 10 50 | 35 | 15 | 00 |

| 10 | 11 | 12 | 13    | 14 | 16 | 17    | 18 | 19 |
| 40 | 20 | 10 | 00 50 | 30 | 30 | 10 55 | 35 | 20 |

### Sábados
| 11    | 12 | 13 | 14 | 16    | 17 | 18 | 19 |
| 00 45 | 35 | 25 | 10 | 10 50 | 35 | 15 | 00 |

| 11 | 12 | 13    | 14 | 16 | 17    | 18 | 19 |
| 20 | 10 | 00 50 | 30 | 30 | 10 55 | 35 | 20 |

### Festivos
| 11    | 12 | 13 | 14 | 16    | 17 | 18 | 19 |
| 00 45 | 35 | 25 | 10 | 10 50 | 35 | 15 | 00 |

| 11 | 12 | 13    | 14 | 16 | 17    | 18 | 19 |
| 20 | 10 | 00 50 | 30 | 30 | 10 55 | 35 | 20 |

## Recorrido

### Ida
Desde la zona sur de la Alameda, la línea toma rumbo hacia la Plaza de la Marina. Pasada esta plaza, sigue por el Paseo del Parque recorriéndolo en su totalidad hasta la plaza del General Torrijos. Desde allí continúa por el Paseo de Reding, Avenida de Príes y Paseo de Sancha. Al llegar al final de Monte Sancha, gira a la izquierda hacia el Paseo de Salvador Rueda. Este lo recorre casi en su totalidad, se desvía justo antes de su fin hacia el Paseo de Calvo Sotelo y la barriada de Ventaja Alta. Sigue por el Paseo de Calvo Sotelo hasta el Camino de Gibralfaro, a la derecha. Continúa por este hasta la altura del Castillo, donde tiene su cabecera.
| Dirección: Gibralfaro                   |                  |                    |                     |
| Parada                                  | Código de Parada | Conexión EMT       | Lugares de interés  |
| Alameda Principal - Sur                 | 3301             | 33                 |                     |
| Paseo del Parque - Plaza de la Marina   | 3324             | 32, 33, 34         | Puerto              |
| Paseo del Parque - Ayuntamiento         | 1123             | 11, 32, 33, 34, N1 | Parque              |
| Paseo de Reding - Plaza de Toros        | 1103             | 11, 32, 33, 34, N1 | Palacio de Justicia |
| Paseo de Reding - Juzgados              | 1104             | 11, 32, 34, 34, N1 |                     |
| Paseo de Sancha - Escuela de Turismo    | 1105             | 11, 32, 33, 34, N1 |                     |
| Paseo de Sancha - Monte Sancha          | 1106             | 11, 32, 33, 34, N1 |                     |
| Paseo de Salvador Rueda - El Limonar    | 3502             |                    |                     |
| Paseo de Salvador Rueda - Pinillo       | 3503             |                    |                     |
| Paseo de Salvador Rueda - Ventaja Alta  | 3504             |                    |                     |
| Paseo de Salvador Rueda - Enlace        | 3505             |                    |                     |
| Paseo de Calvo Sotelo - Ventajilla      | 3506             |                    |                     |
| Camino de Gibralfaro                    | 3507             |                    |                     |
| Camino de Gibralfaro - Parador Nacional | 3508             |                    |                     |
| Camino de Gibralfaro - Castillo         | 3551             |                    |                     |

### Vuelta
Desde el Castillo de Gibralfaro, el autobús retrocede por el Camino de Gibralfaro hasta Ventaja Alta, donde toma el Paseo de Calvo Sotelo. Desde el Paseo de Calvo Sotelo, se dirige descendiendo hasta el Paseo de Salvador Rueda. Desciende nueva mente todo el Paseo hasta llegar al Paseo de Sancha. Desde ahí, gira a la izquierda hacia el Centro, pasando por Avenida de Príes y Paseo de Reding. Al final de este, gira hacia la plaza del General Torrijos y el Paseo del Parque, donde finalmente llega a la cabecera en la Alameda, dando un rodeo antes para llegar al lateral sur.
| Dirección: Alameda Principal                  |                  |                    |                    |
| Parada                                        | Código de Parada | Conexión EMT       | Lugares de interés |
| Camino de Gibralfaro - Castillo               | 3551             |                    |                    |
| Camino de Gibralfaro - Parador Nacional       | 3552             |                    |                    |
| Camino de Gibralfaro                          | 3553             |                    |                    |
| Paseo de Calvo Sotelo - Ventajilla            | 3554             |                    |                    |
| Paseo de Salvador Rueda - Enlace              | 3555             |                    |                    |
| Paseo de Salvador Rueda - Ventaja Alta        | 3556             |                    |                    |
| Paseo de Salvador Rueda - Pinillo             | 3557             |                    |                    |
| Paseo de Salvador Rueda - El Limonar          | 3558             |                    |                    |
| Paseo de Sancha - Monte Sancha                | 1167             | 11, 32, 33, 34, N1 |                    |
| Paseo de Sancha - Escuela de Turismo          | 1168             | 11, 32, 33, 34, N1 |                    |
| Avda. Príes - Cementerio Inglés               | 1169             | 11, 32, 34, 35, N1 |                    |
| Paseo de Reding - Plaza de Toros              | 1170             | 11, 32, 34, 35, N1 |                    |
| Paseo del Parque - Plaza del General Torrijos | 1171             | 11, 32, 33, 34, N1 |                    |
| Paseo del Parque - Ayuntamiento               | 1172             | 11, 32, 33, 34, N1 | Parque             |
| Paseo del Parque - Plaza de la Marina         | 1173             | 11, 32, 33, 34, N1 | Puerto             |
| Alameda Principal - Calle Marqués de Larios   | 1174             | 11, 32, 33, 34, N1 |                    |
| Alameda Principal - Sur                       | 3301             | 33                 |                    |